# Sarcoprion
 (septembre 2017).
Si vous disposez d'ouvrages ou d'articles de référence ou si vous connaissez des sites web de qualité traitant du thème abordé ici, merci de compléter l'article en donnant les références utiles à sa vérifiabilité et en les liant à la section « Notes et références ».
Sarcoprion edax
Genre
Espèce
Sarcoprion edax est une espèce éteinte d'holocéphales de la famille des Helicoprionidae mesurant 6 mètres de long et ayant vécu au Permien, il y a -259 à -254 millions d'années (Wuchiapingien). C'est la seule espèce du genre Sarcoprion, elle a été découverte au  Groenland.

## Description